# Horst Ludwig
Horst G. Ludwig (* 12. Juni 1942 in Bublitz, Pommern; † April 2024 in München) war ein deutscher Kunsthistoriker.

## Leben
Horst Ludwig studierte Kunstgeschichte und Germanistik in Hamburg, Bonn und München. 1971 wurde er an der Universität München mit einer Dissertation über Eugen Napoleon Neureuther zum Dr. phil. promoviert. 1972 arbeitete er an der Olympia-Ausstellung „Weltkulturen und moderne Kunst“ im Haus der Kunst mit. Danach war er als Thyssen-Stipendiat bei den Bayerischen Staatsgemäldesammlungen tätig. 1977 veröffentlichte er einen Katalog der Neuen Pinakothek über Malerei der Gründerzeit. Weitere Publikationen folgten, beginnend 1978 mit dem Bildband Münchner Malerei im 19. Jahrhundert im Hirmer Verlag. 1978 eröffnete Horst Ludwig eine Galerie für zeitgenössische Kunst („Galerie Ludwig“). Ab 1981 war er als Hauptautor an dem sechsbändigen Werk Bruckmanns Lexikon der Münchner Kunst beteiligt.
Horst Ludwig war anerkannter Fachmann für die Münchner Malerei des 19. und 20. Jahrhunderts, für dieses Gebiet war er auch öffentlich bestellter und beeidigter Sachverständiger der Regierung von Oberbayern. Er starb im April 2024 in München.

## Veröffentlichungen (Auswahl)
- Eugen Napoleon Neureuther und die Illustrationsgrotteske. Ein Beitrag zum „genus humile“ im Biedermeier. Dissertation München 1971.
- Münchner Malerei im 19. Jahrhundert. Hirmer Verlag. München 1978, ISBN 3-7774-3000-5.
- Kunst, Geld und Politik um 1900 in München. Formen und Ziele der Kunstfinanzierung und Kunstpolitik während der Prinzregentenära (1886–1912). Gebr. Mann, Berlin 1986.
- u. a.: Bruckmanns Lexikon der Münchner Kunst. Münchner Malerei im 19. und 20. Jahrhundert. 6 Bände, Bruckmann, München 1981–1994.
- Franz von Stuck und seine Schüler. Ausstellungskatalog Villa Stuck. München 1989.
- Vom Blauen Reiter zu Frisch gestrichen. Malerei in München im 20. Jahrhundert. Hugendubel, München 1997.
- Von Achenbach bis Zick. Bilder einer süddeutschen Privatsammlung. Hirmer, München 2009.